# Кельчевская, Елена Рэмовна
Елена Рэмовна Кельчевская (род. 7 мая 1955) — советская легкоатлетка, специалистка по бегу на короткие дистанции. Выступала за сборную СССР по лёгкой атлетике в 1980-х годах, обладательница серебряной медали чемпионата Европы в помещении, победительница и призёрка первенств всесоюзного значения, бывшая рекордсменка СССР в беге на 200 метров в помещении.

## Биография
Елена Кельчевская родилась 7 мая 1955 года. Занималась лёгкой атлетикой в Ленинграде, выступала за добровольное спортивное общество «Труд». Позднее проживала в Минске и представляла «Динамо».
Впервые заявила о себе на всесоюзном уровне в сезоне 1978 года, когда на чемпионате СССР в Тбилиси с командой РСФСР выиграла серебряную медаль в эстафете 4 × 100 метров.
В 1981 году на чемпионате СССР в Москве получила серебро в беге на 200 метров и одержала победу в эстафете 4 × 100 метров.
В 1982 году на зимнем чемпионате СССР в Москве была лучшей в дисциплине 200 метров, установив при этом новый всесоюзный рекорд (23,49), и стала второй в дисциплине 60 метров. На чемпионате Европы в помещении в Милане завоевала на 200-метровой дистанции серебряную награду, обновив всесоюзный рекорд до 23,35. На летнем чемпионате СССР в Киеве взяла бронзу в беге на 100 метров. На чемпионате Европы в Афинах дошла до полуфинала в дисциплине 100 метров, остановилась на предварительном квалификационном этапе в дисциплине 200 метров, вместе с соотечественницами Татьяной Анисимовой, Ириной Ольховниковой и Людмилой Кондратьевой заняла пятое место в эстафете 4 × 100 метров.
В 1990 году выиграла бронзовую медаль в беге на 60 метров на зимнем чемпионате СССР в Челябинске.